# 孫朝華
孫朝華（?—?），直隸省冀州直隸州南宮縣人，清朝政治人物、同進士出身。
光緒三年（1877年），参加丁丑科殿試，登進士三甲第90名。同年五月，分部學習。